# Infestation (album)
| Recensione | Giudizio |
| ---------- | -------- |
| AllMusic   |          |

Infestation è il settimo album in studio del gruppo musicale statunitense Ratt, pubblicato il 20 aprile 2010 dalla Roadrunner Records.

## Descrizione
L'album viene pubblicato a undici anni di distanza dall'uscita del precedente Ratt. Questo disco si ispira alle vecchie sonorità di Out of the Cellar e Invasion of Your Privacy, ed è il primo album che vede dietro le sei corde Carlos Cavazo, ex-Quiet Riot, in sostituzione a John Corabi. Il singolo con video estratto dall'album è Best of Me.

## Accoglienza
L'album ha debuttato alla trentesima posizione della Billboard 200 con circa 14 000 copie vendute durante la prima settimana nei negozi.

## Tracce
Testi e musiche di Stephen Pearcy.
1. Eat Me Up Alive – 4:12
2. Best of Me – 4:18
3. A Little Too Much – 4:04
4. Look Out Below – 3:44
5. Last Call – 3:55
6. Lost Weekend – 3:45
7. As Good as It Gets – 4:38
8. Garden of Eden – 3:02
9. Take a Big Bite – 2:46
10. Take Me Home – 4:22
11. Don't Let Go – 3:22

Traccia bonus nell'edizione giapponese
1. Scatter – 4:26

Tracce bonus nell'edizione di iTunes
1. You Think You're Tough (Live from the Rockline Studio) – 3:36
2. Tell the World (Live from the Rockline Studio) – 3:14
3. Way Cool Jr. (Live from the Rockline Studio) – 4:16

## Formazione
Gruppo
- Stephen Pearcy – voce
- Warren DeMartini – chitarra, cori
- Carlos Cavazo – chitarra, cori
- Robbie Crane – basso, cori
- Bobby Blotzer – batteria

Produzione
- Michael "Elvis" Baskette – produzione, missaggio
- Dave Holdredge – ingegneria del suono
- Ted Jensen – mastering

## Classifiche
| Classifica (2010)       | Posizione massima |
| ----------------------- | ----------------- |
| Stati Uniti             | 30                |
| Stati Uniti (hard rock) | 4                 |
| Stati Uniti (rock)      | 7                 |